# Banovci, Veržej
Banovci este o localitate din comuna Veržej, Slovenia, cu o populație de 192 de locuitori.